# Tren playero (Renfe)
El denominado popularmente como "tren playero" es un servicio de Renfe operadora que funciona en verano y que sirve para permitir el acceso por ferrocarril de los ciudadanos de Castilla y León a las playas del Mar Cantábrico. En realidad se trata de un refuerzo en la época estival para los trenes que ya circulan el resto del año entre las estaciones a continuación señaladas. Concretamente funciona los fines de semana de julio y agosto, uniendo las siguientes ciudades:
- Valladolid / Palencia con Santander.
- León con Gijón.
- Miranda de Ebro con San Sebastián / Irún.

Los trenes parten de las ciudades de origen a primera hora de la mañana, llegando alrededor de las 11.00 a las estaciones de destino. El regreso se realiza por la tarde, partiendo los trenes sobre las 20:00 y llegando a las estaciones de destino por la noche. 

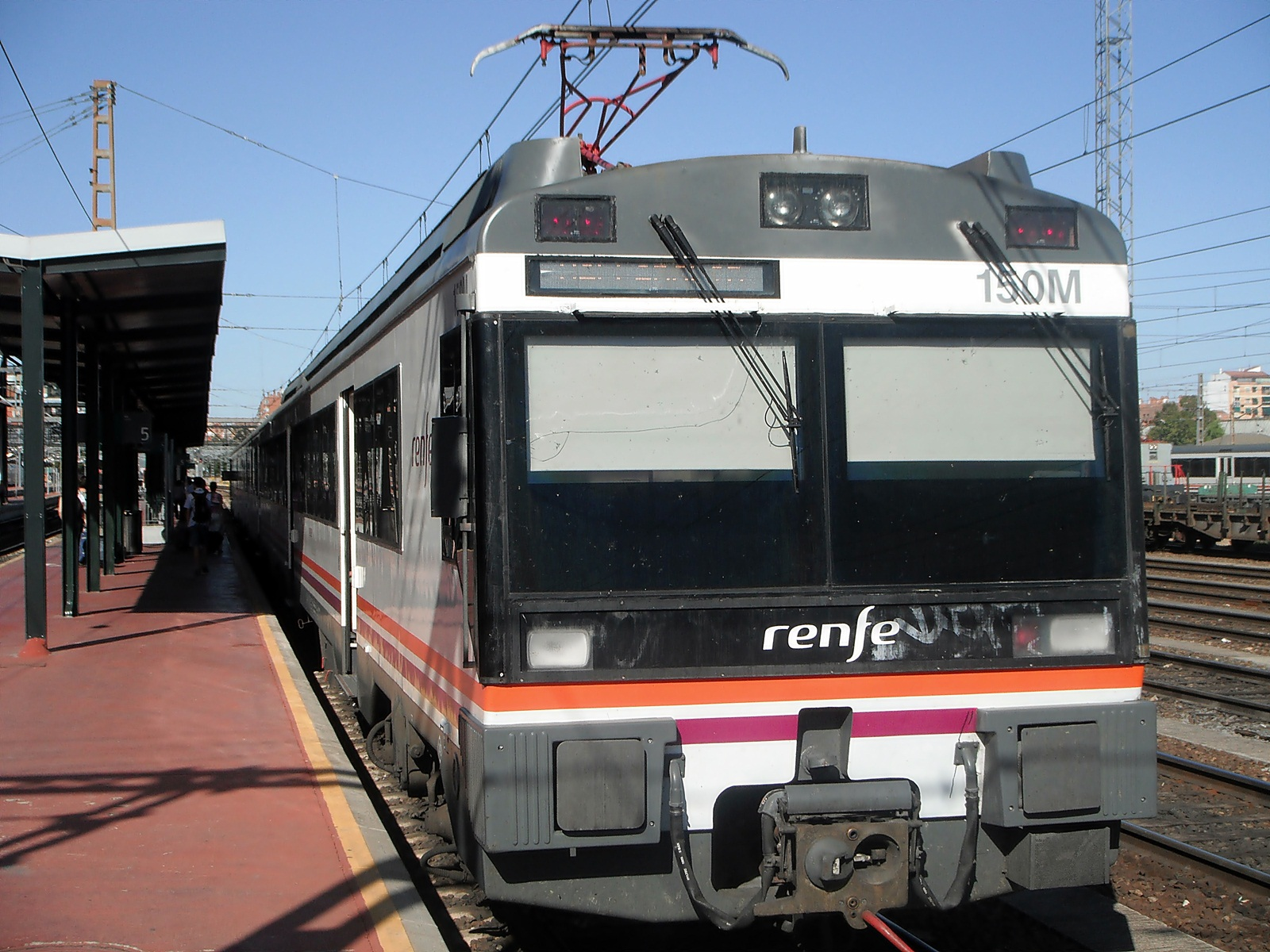
Unidad 470 de Renfe utilizada en este servicio.